# فاغرة أنيسونية
فاغرة أنيسونية (الاسم العلمي:Zanthoxylum pimpinelloides) هو نوع من النباتات يتبع جنس الفاغرة من الفصيلة السذابية.